# Ulica Bogumiła w Kole
Ulica Bogumiła w Kole – jedna z głównych tras wylotowych z miasta, będąca drogą dojazdową z centrum do Autostrady A2. W całości położona jest na terenie osiedla Przedmieście Kaliskie.

## Rys historyczny
Jest wielce prawdopodobne, że już kilkaset lat temu istniała droga, która łączyła Koło z Dobrowem i Koźminem. Jeżeli istniała to musiała mieć przebieg podobny do dzisiejszej ulicy Bogumiła.
Swoje znaczenie uzyskała jednak dopiero na przełomie XIX i XX wieku, kiedy to połączyła miasto z Turkiem i dalej Kaliszem.
W czasach II wojny światowej, władze niemieckie przemianowały nazwę na „Kopernicusstrasse”, w wolnym tłumaczeniu „ulica Kopernika” - wiele lat po wojnie ulicę o takiej nazwie utworzono na osiedlu Płaszczyzna.
Władze komunistyczne nie przywróciły tradycyjnej nazwy. Nazwano ją „ulica Lewakowa i Nosuli”. Pod naciskami mieszkańców, władze przywróciły tradycyjną nazwę.
W 2007 r., w związku z otwarciem Autostrady A2 łączącej Poznań z Łodzią, a w przyszłości granicę niemiecką i białoruską, znacznie zwiększył się ruch na ulicy Bogumiła. Zmusiło to władze do znacznej przebudowy drogi. Rok później – na skrzyżowaniu z ul. Poniatowskiego i ul. Zamkową – oddano do użytku Rondo Świętego Bogumiła.

## Ulica dziś
Ulica Bogumiła w granicach administracyjnych miasta Koła ma długość ponad 2 km.
Rozpoczyna się od Ronda Świętego Bogumiła (opisanego wyżej). Na 800. metrze krzyżuje się z obwodnicą miasta – ulicą Michała Rawity-Witanowskiego, będącą częścią drogi krajowej nr 92. Następnie przez most na rzeczce Teleszynie dobiega do ronda w Ruszkowie Drugim. Tam rozgałęzia w kierunku Brudzewa oraz Daniszewa (wjazd na Autostradę A2).
Ważniejszą instytucją położoną przy ulicy Bogumiła jest Powiatowy Inspektorat Weterynarii.
Administracyjnie mieszkańcy ulicy Bogumiła przynależą do parafii rzymskokatolickiej Podwyższenia Krzyża Świętego.